# 马拉维利亚斯
马拉维利亚斯是巴西米纳斯吉拉斯州的一个市镇。总面积260.44平方公里，总人口6840人，人口密度26.3人/平方公里。